# カール・ジョンソン (陸上選手)
カール・ジョンソン（Carl Edward Johnson、1898年5月21日 - 1932年9月13日）は、アメリカ合衆国の男子陸上競技選手である。彼は1920年に開催されたアントワープオリンピックに参加して、走幅跳で銀メダルを獲得した。

## 経歴
カール・ジョンソンがスポーツに関心を持ったのは、彼がワシントン州スポケーンの高校に在学していた1915年のことだった。その年に彼は国内の学校対抗選手権に出場して、チームが団体戦で2位に入る原動力となった。
その後、ジョンソンはミシガン大学に入学した。彼は文武両道に秀でた人物であり、大学の学生総会議長の職務を務めてファイ・ベータ・カッパ（en:Phi Beta Kappa Society） への入会資格を受けながらも、1918年と1919年には走幅跳でのトップ選手のリストに名を連ね、1920年のアントワープオリンピックに走幅跳のアメリカ合衆国代表選手として出場することになった。
アントワープオリンピックの走幅跳競技は、11の国から29人の選手が参加して1920年8月17日と8月18日の両日に行われた。ジョンソンは予選で6メートル82の記録を出して3位となり、予選での上位6人が出場する決勝に進んだ。決勝ではスウェーデン代表のヴィリアム・ペテションに続いて2位に入り、銀メダルを獲得した。